# Jakow Petrowitsch Schachowskoi

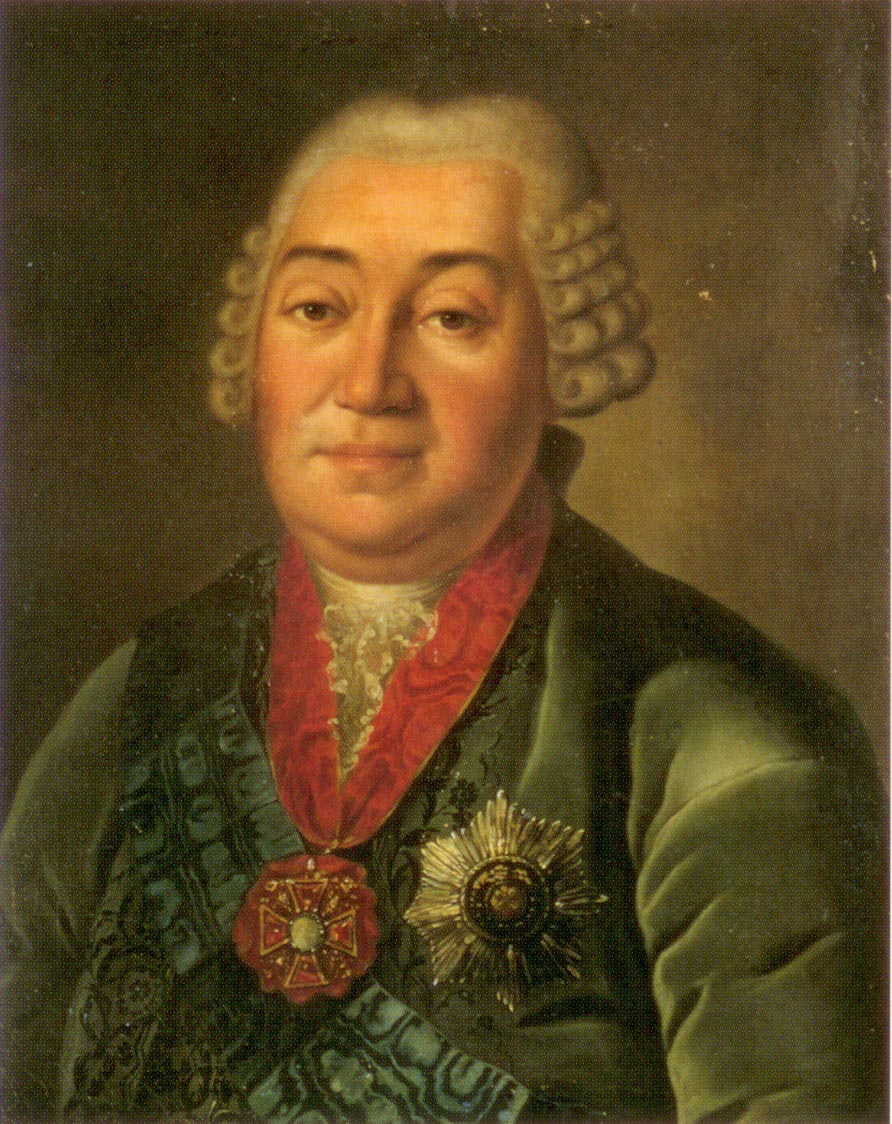
Jakow Petrowitsch Schachowskoi

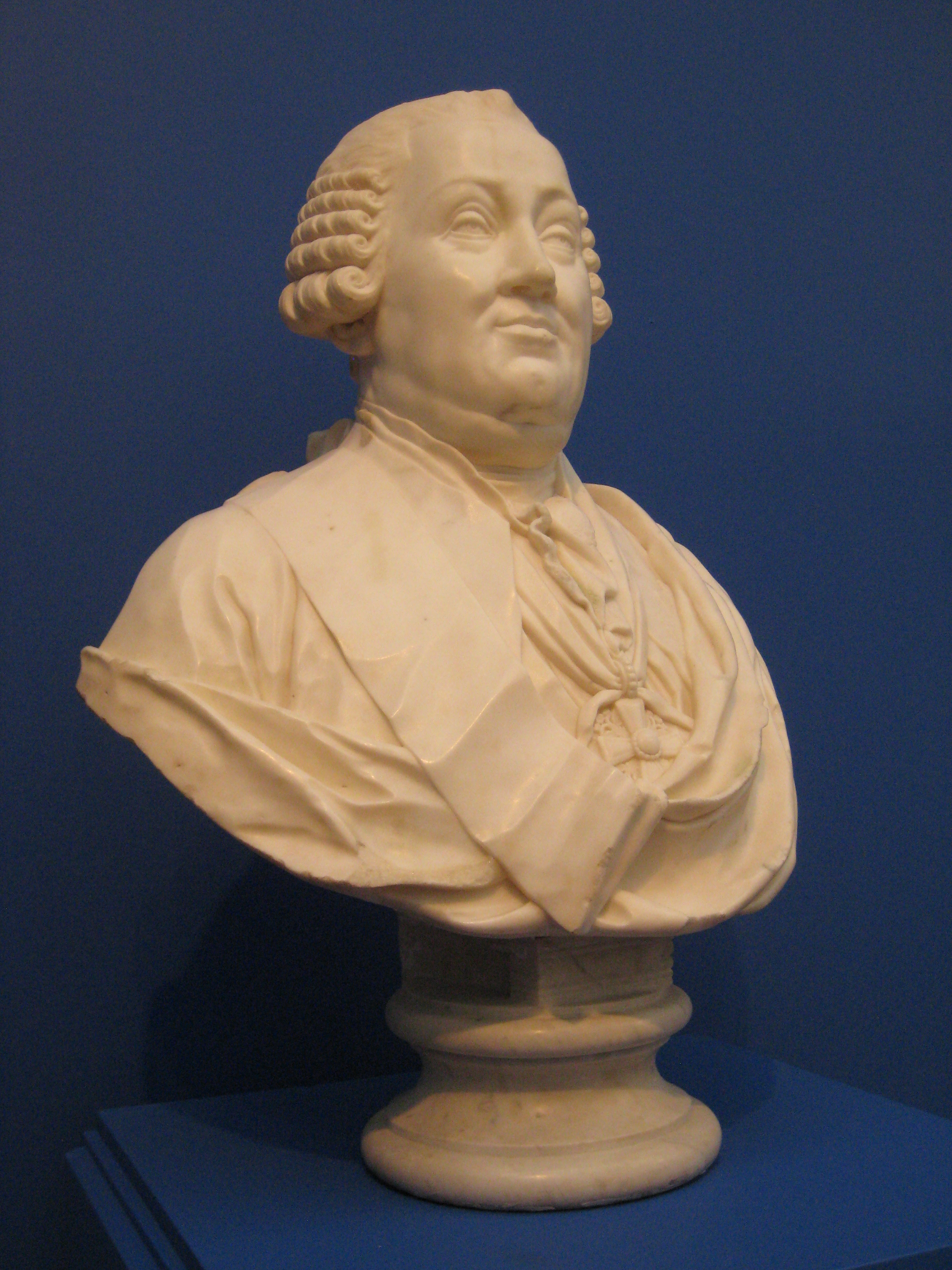
Schachowskois Büste (J. I. Semelgak), Staatliches Historisches Museum, Moskau

Jakow Petrowitsch Schachowskoi (russisch Яков Петрович Шаховской; * 8. Oktoberjul. / 19. Oktober 1705greg.; † 23. Julijul. / 3. August 1777greg.) war ein russischer Offizier, Staatsbeamter und Politiker.

## Leben
Schachowskoi stammte aus der alten Fürstenfamilie Schachowskoi. Einige Monate nach seiner Geburt starb sein Vater. Darauf heiratete seine Mutter noch zweimal. Im Alter von 9 Jahren kam er zu seinem Onkel Alexei Iwanowitsch Schachowskoi zur weiteren Erziehung.
Schachowskoi wurde 1720 Soldat im Semjonowski-Leibgarderegiment. Er wurde 1725 Leutnant, unter Peter II. Kapitan und wechselte 1730 zur Kavallerie.
Als sein Onkel Alexei Schachowskoi im Dezember 1731 Gouverneur Kleinrusslands geworden war, diente Schachowskoi bei seinem Onkel. Häufig berichtete Schachowskoi über ukrainische Angelegenheiten persönlich der Kaiserin Anna und Herzog Biron, der ihn wegen seines Fachwissens sehr schätzte. Nach dem Tode seines Onkels 1737 nahm Schachowskoi am Russisch-Österreichischen Türkenkrieg (1736–1739) teil und kämpfte unter Burkhard Christoph von Münnich in den Schlachten bei Otschakiw und Chotyn.
Während der Regentschaft Birons und der kurzen Herrschaft Anna Leopoldownas war Schachowskoi Senator und Polizeimeister. 1740 war er als Nachfolger Wassili Fjodorowitsch Saltykows Gouverneur des Gouvernements St. Petersburg. Nach dem Regierungsantritt Elisabeths und der Verhaftung vieler seiner bisherigen Gönner verlor Schachowskoi seine Ämter. Dank der Unterstützung Nikita Jurjewitsch Trubezkois wurde Schachowski 1742 Ober-Prokurator des Heiligsten Synods als Nachfolger Nikita Semjonowitsch Kretschetnikows. Er erwarb sich dort den Ruf eines anspruchsvollen pflichtbewussten Beamten. Unzufriedene Vertreter der Geistlichkeit verlangten vergeblich seine Abberufung. Er erhielt den Alexander-Newski-Orden und den Orden der Heiligen Anna. 1753 wurde er zum Geheimen Rat (3. Rangklasse) ernannt.
Ende Mai 1753 wurde Schachowskoi Generalkriegskommissar als Nachfolger Alexander Borissowitsch Buturlins, während Afanassi Iwanowitsch Lwow Oberprokuror des Heiligsten Synods wurde. Während des Siebenjährigen Krieges verwaltete Schachowskoi die Staatsausgaben. Im August 1760 wurde er Generalprokurator des Senats als Nachfolger Trubezkois. Peter III. entließ ihn sogleich nach seinem Regierungsantritt und machte Alexander Iwanowitsch Glebow zum Generalprokurator und Generalkriegskommissar. Katharina II. holte Schachowskoi zurück und ernannte ihn zum Senator. Am Tag ihrer Krönung erhielt er den Orden des Heiligen Andreas des Erstberufenen.
Im April 1766 schied Schachowskoi aus Gesundheitsgründen aus dem Dienst und ließ sich in Moskau nieder. Seine autobiographischen Notizen wurden 1810 veröffentlicht.
Schwachowskoi war zweimal verheiratet. Seine Tochter Anna aus erster Ehe heiratete Fürst F. A. Golizyn (Bruder Dmitri Alexejewitsch Golizyns). Sein Sohn Alexei aus zweiter Ehe war Kammerherr (4. Rangklasse).